# Società Ginnastica Andrea Doria (pallanuoto)
La squadra di pallanuoto Società Ginnastica Andrea Doria, nota più semplicemente come Andrea Doria, è la sezione pallanuotistica della società polisportiva Società Ginnastica Andrea Doria. È stata fondata nel 1920. Nel corso della sua storia ha vinto otto campionati: nel 1921, 1922, 1925, 1926, 1927, 1928, 1930 e 1931.

## Storia

La formazione dell'Andrea Doria per la settima volta Campione d'Italia.

Nel 1920 fu costituita la sezione pallanuoto, che sotto la guida di Stefano Ganieri, tra il 1921 e il 1931 vinse otto volte il campionato nazionale. Nel campionato 2011-2012 la squadra di pallanuoto ha militato nel girone 1 della Serie B e nei campionati 2012-2013 e 2013-2014 nel girone Nord della Serie A2. La società nelle stagioni 2014-2015 e 2015-2016 non ha iscritto nessuna squadra avendo solo le giovanili. Nella stagione 2016-2017 si iscrive al campionato di Serie C in cui milita fino al 2019. Al termine della stagione 2018-2019, conclusasi con la vittoria del campionato, la squadra viene promossa in Serie B, terza serie del campionato italiano di pallanuoto, salvo poi tornare in Serie C.

## Palmarès

### Trofei nazionali
- Campionato italiano: 8

1921, 1922, 1925, 1926, 1927, 1928, 1930, 1931